# ماريا أولفا
ماريا أولفا (ولدت في 21 ديسمبر 1955) هي قارئة قرآن إندونيسية ومديرة المعهد المركزي لتطوير التلاوة القرآنية. هي الفائزة في مسابقتين إندونيسيتين وطنيتين لتلاوة القرآن وهي معترف بها دوليًا كواحدة من كبار قراء ومعلمي التلاوة في العالم. وهي أيضًا محاضرة في معهد دراسة القرآن والجامعة الإسلامية الوطنية في إندونيسيا، وكذلك أول امرأة تفوز بجائزة تلاوة القرآن الدولية في ماليزيا عام 1980. تعتبر شخصية ذات أهمية دولية في هذا المجال.